# Lisouskija
Lisouskija (biał. Лісоўскія; ros. Лисовские, Lisowskije, pol. hist. Lisowski) – wieś na Białorusi, w obwodzie witebskim, w rejonie orszańskim, w sielsowiecie Arechausk.

## Historia
W XIX i w początkach XX w. zaścianek położony w Rosji, w guberni mohylewskiej, w powiecie orszańskim, w gminie Wysokie. Następnie w granicach Związku Sowieckiego. Od 1991 w niepodległej Białorusi.